# 銀座十字屋 (楽器店)
株式会社銀座十字屋（ぎんざじゅうじや）とは、東京都中央区銀座三丁目にある楽器を販売している会社である。

## 概要
米国長老派宣教師クリストファー・カロザースの依頼により、彼から受洗した原胤昭、田村直臣、戸田欽堂らが聖書や讃美歌集などキリスト教書籍販売の書店として創業後、横浜にて入手した外国人払い下げのオルガンを西川虎吉に修理に出したことをきっかけに西川製オルガンの販売を始め、蓄音機やレコードなども取り扱い、繁盛する。その後は音楽関係の事業を現在まで行っている。原胤昭に誘われて働いていた倉田繁太郎（のちの中村家）が明治半ばに店主となり、十字屋を譲り受けた形である。
現在は、銀座と吉祥寺にハープとフルート、ウクレレの音楽教室である「銀座十字屋ハープ&フルートサロン」、多目的ホールの「十字屋ホール」、ハープやフルートの楽譜や備品などを販売する「銀座十字屋オンラインショップ」を運営している。
2013年11月、銀座4丁目にハープのフリータイム制専用の教室「銀座十字屋ハープ&フルートサロンhanare（はなれ）」をグランドオープン。
2007年（平成19年）よりイタリアのサルヴィ・ハープの輸入総代理店になった。
2013年（平成25年）より社名を十字屋から銀座十字屋に変更した。11月、銀座四丁目に3店舗目となる「銀座十字屋ハープ&フルートサロンhanare」をグランドオープン。
2014年、銀座十字屋創業140周年を迎える。

## 沿革
- 1874年（明治7年） - 原胤昭が聖書類輸入のため、銀座レンガ街区の銀座三丁目に十字屋書店を開業。十字屋の商号の由来は、創業当初のキリスト教の影響を強く受けた経緯による。
- 1945年（昭和20年） - 戦災により銀座本店社屋が消失。
- 1986年（昭和61年） - 現在の十字屋ビルが完成。地上9階、地下1階。9階には多目的ホールの「十字屋ホール」ができる。
- 2006年（平成18年） - 銀座十字屋ハープ&フルートサロンを十字屋ビル8階にリニューアルオープン。
- 2008年（平成20年） - 「銀座十字屋オンラインショップ」を開始。東京都武蔵野市吉祥寺に2店舗目となる「銀座十字屋ハープ&フルートサロン吉祥寺」をオープン。生徒数の増加に伴い、銀座十字屋ハープ＆フルートサロンを増床。
- 2013年（平成25年） - 商号を株式会社銀座十字屋に変更。11月、銀座四丁目に3店舗目となる「銀座十字屋ハープ&フルートサロンhanare」をグランドオープン

## 銀座十字屋ハープ&フルートサロン
ハープ教室としてスタートしてから50年を超え、日本にあるハープ教室としては老舗に当たる。現在は教室のことをサロンと呼んでいる。ハープ界の巨匠ヨセフ・モルナールもかつてはここで指導をしていた。現在はハープのほかにフルートやウクレレのレッスンを行っている。また、ハープやフルートの楽器、楽譜、アクセサリーなども販売している。

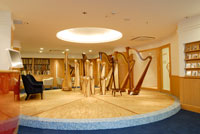
銀座十字屋ハープ＆フルートサロン

## ランチタイムコンサート
銀座十字屋ハープ＆フルートサロンでは、毎週水曜日12時30分〜13時まで無料のランチタイムコンサートを開催している。このランチタイムコンサートは2006年にはじまり、2013年6月で350回目を迎えた。

## 店舗
- 銀座十字屋ハープ&フルートサロン（東京都中央区銀座3丁目）
- 銀座十字屋ハープ&フルートサロン吉祥寺（東京都武蔵野市）
- 銀座十字屋ハープ&フルートサロンhanare（東京都中央区4丁目）
- 十字屋ホール（東京都中央区）
- 銀座十字屋オンラインショップ（インターネット通信販売）

## 十字屋映画部
1920年代の半ばに、9.5ｍｍフォーマットのカメラや映写機を十字屋楽器店として。販売するようになる。また、既製品の9.5ｍｍプリントも販売された。1930年代になると、独自に設計した純国産16ミリサイレント映写機を小学校向けに販売するようになる。
1934年（昭和9年）、小学校理科の教材映画の製作を開始した。映画教育の先進校として知られる東京市芝区赤羽小学校（現在の港区立赤羽小学校）の理科担当訓導の太田仁吉が協力するようになり、同年入社。このシリーズは後に『理科映畫大系』に名前を変え、1939年（昭和14年）までに25編が製作された。同年、国民新聞ニュースのカメラマンとして、鈴木喜代治が入社した。さらに、1938年（昭和13年）には、カメラマンとして、小林米作が入社。このスタッフで『細菌物語』（1941年（昭和16年））といった科学映画がつくられた。さらに、演出の奥山大六郎らが加わり、アニメーターの田中喜次が1939年（昭和14年）に入社した。
1942年（昭和17年）、東宝の文化映画部とともに、日本映画社に統合された。
戦後、十字屋映画部のスタッフの多くは、日本映画社、日映科学映画製作所で活躍した。